# Lycaena reticulum
Lycaena reticulum är en fjärilsart som beskrevs av Paul Mabille 1877. Lycaena reticulum ingår i släktet Lycaena och familjen juvelvingar. Inga underarter finns listade i Catalogue of Life.